# Mănăstirea Săpânța-Peri
Mănăstirea Săpânța-Peri este un așezământ monahal din Transilvania, aflat pe teritoriul nordic al satului Săpânța din județul Maramureș. Ea contiună tradiția vechii mănăstiri ortodoxe din Peri ale cărei ruine se găsesc acum în zona localității Hrușovo din Ucraina.

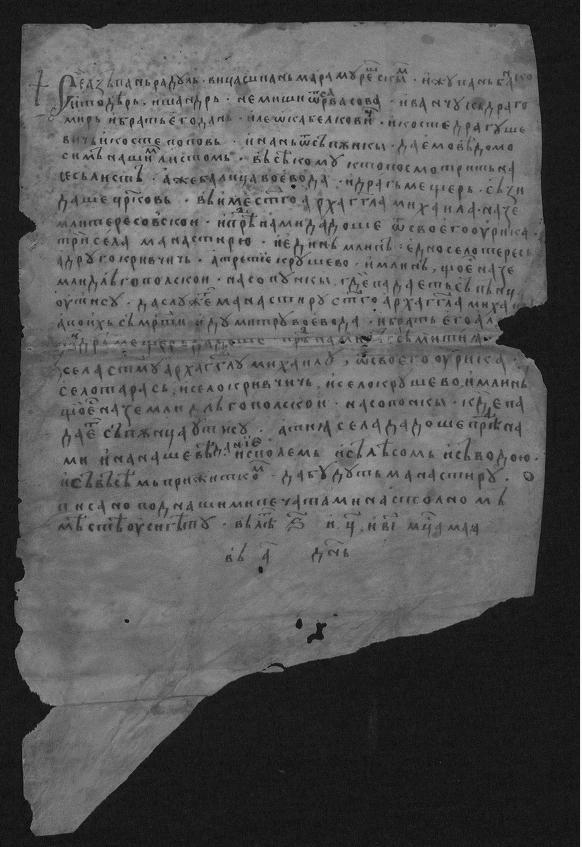
Act slavon despre mănăstirea Peri dat la 1 mai 1404 în Sighet (Arhivele Naționale Maghiare, DL 42811)

În anul 1391, nepoții lui Dragoș Vodă au dăruit Mănăstirii Peri terenuri și bunuri, fiind ridicată o biserică din piatră. Mai bine de 300 de ani, această biserică de piatră a fost folosită ca sediu al Episcopiei Române a Maramureșului, fiind ulterior ridicat de către meșterul Ioan Macarie un lăcaș care să servească drept loc de rugăciune pentru comunitatea greco-catolică din împrejurimi. Mănăstirea purta pe vremea voievozilor Dragoșești hramul Sfântul Arhanghel Mihail. La Mănăstirea Peri au fost traduse și copiate în limba română pentru prima dată „Psaltirea”, „Evanghelia”, „Legenda duminicii”, „Codicele Voroțean” și „Faptele Apostolilor”. În anul 1404, o seamă de nobili români au reîntărit posesiunea Mănăstirii, pomenind de donația anterioară a lui Balc și Drag: trei sate (Taras, Criva și Peri) și o moară "în țara Câmpulungului pe apa Săpânței, unde se varsă Săpânța în Tisa". "Iar după moartea lor, și Dumitru voievod și fratele său Alexandru.  
Meșter au întărit în fața noastră mănăstirii aceste stăpâniri din uricul lor", spune hrisovul.
Evenimentele istorice au dus la distrugerea mănăstirii în anul 1783.
Mănăstirea Săpânța-Peri a fost înființată în anul 1997, în hotarul satului Săpânța, din dorința de a reînnoda tradiția istorică a vechii Mănăstiri Sfântul Arhanghel Mihail, din Peri, Maramureș. Ctitorită de părintele paroh Grigore Lutai, după planurile arhitectului Dorel Cordoș, Mănăstirea Săpânța Peri a primit, din anul 2005, o obște de maici, care a continuat lucrările de construcție începute anterior. Biserica în stil maramureșean a mănăstirii a fost placată, inițial, cu 8,5 kilograme de aur, iar crucea, înaltă de șapte metri, la rândul ei, învelită cu patru kilograme de aur. Construcția se află pe malul Tisei și fost realizată între anii 1998 și 2003. Turla mănăstirii este vizibilă de la o distanță de cinci kilometri peste Tisa și poate fi admirată de românii din Transcarpatia, regiune a Maramureșului istoric rămasă în Ucraina. În prezent mănăstirea găzduiește 6 măicuțe, stareță fiind Stavrofora Agnia Ciuban.
Cu o înălțime maximă de 78 m, biserica mânăstirii Săpânța-Peri se situează în prezent pe locul 3 între lăcașurile de cult din România, după catedrala ortodoxă din Timișoara și biserica romano-catolică Sf.Mihail din Cluj, și înaintea altor edificii impozante de zid, precum bisericile evanghelice din Bistrița sau Sibiu.

## Galerie de imagini

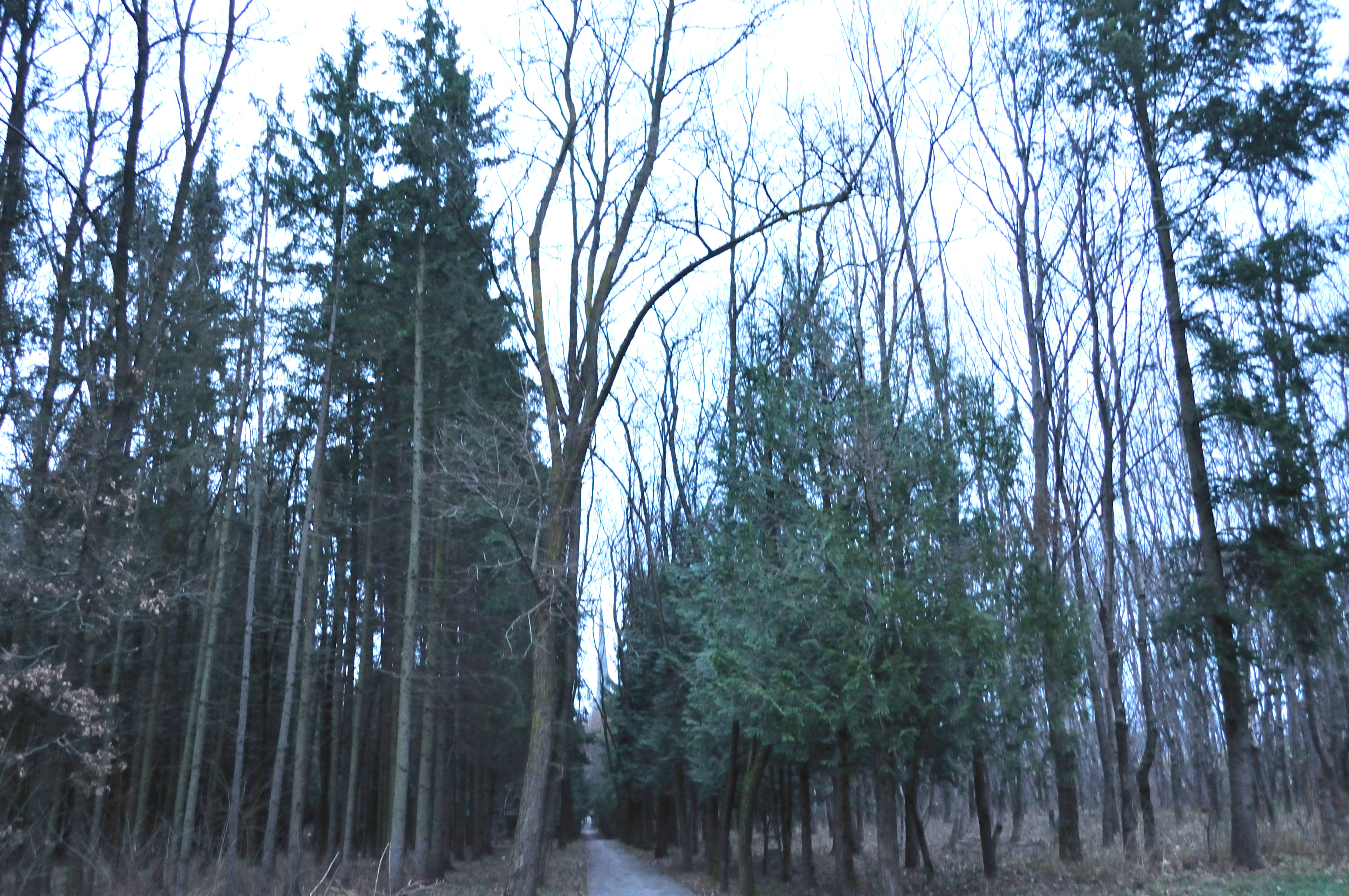
Parcul dendrologic „Livada”
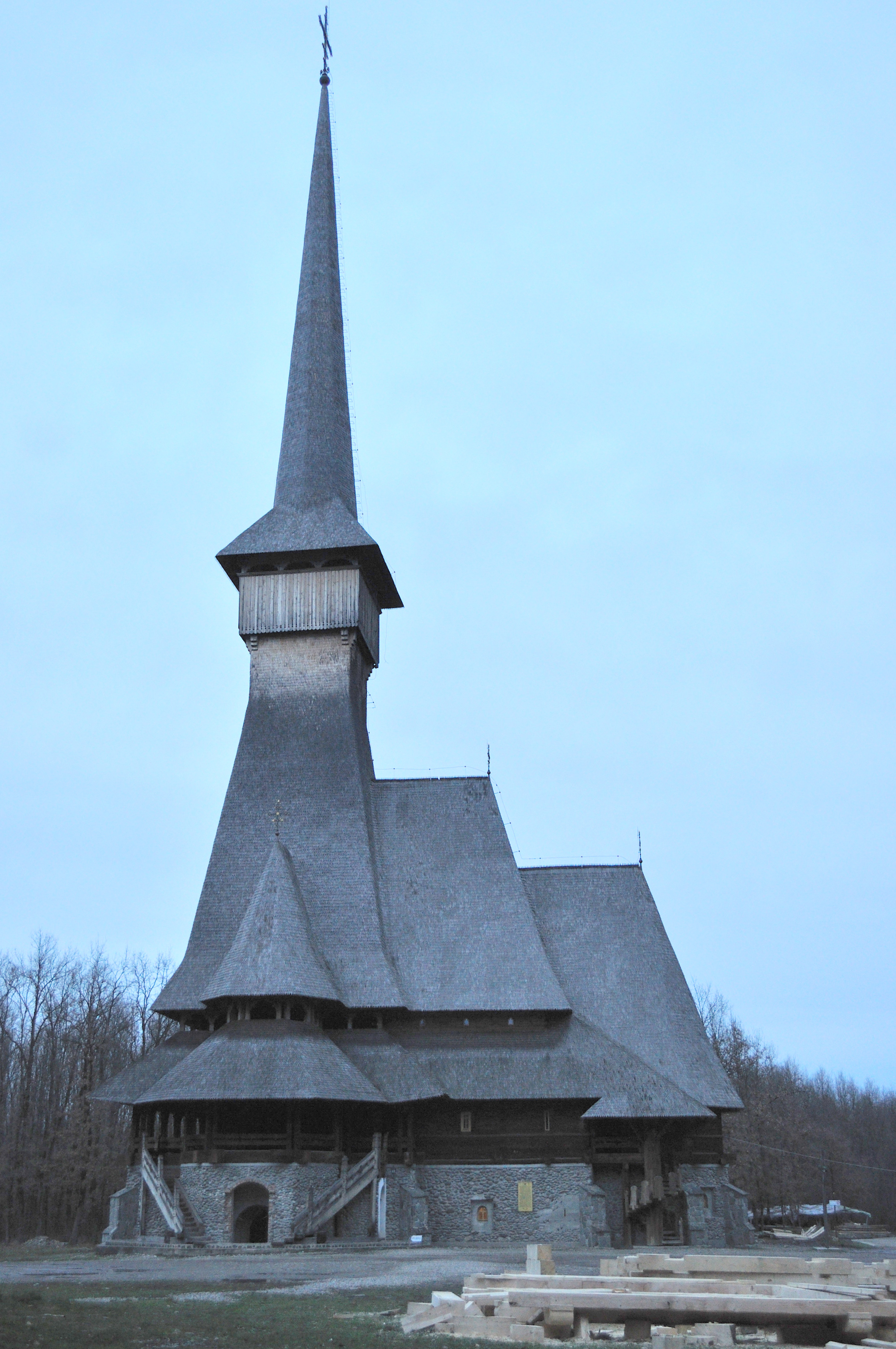
Biserica de lemn
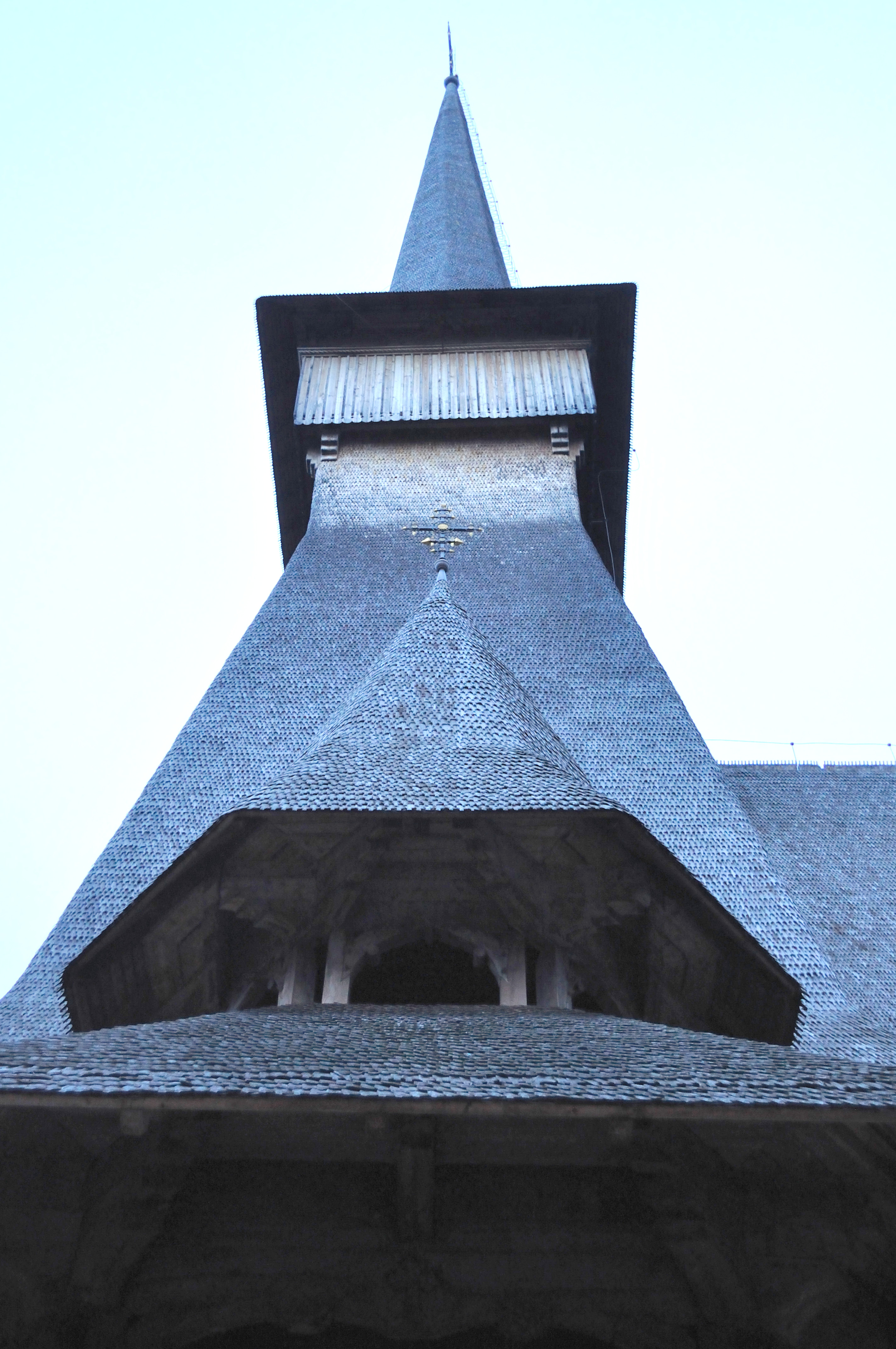
Turla
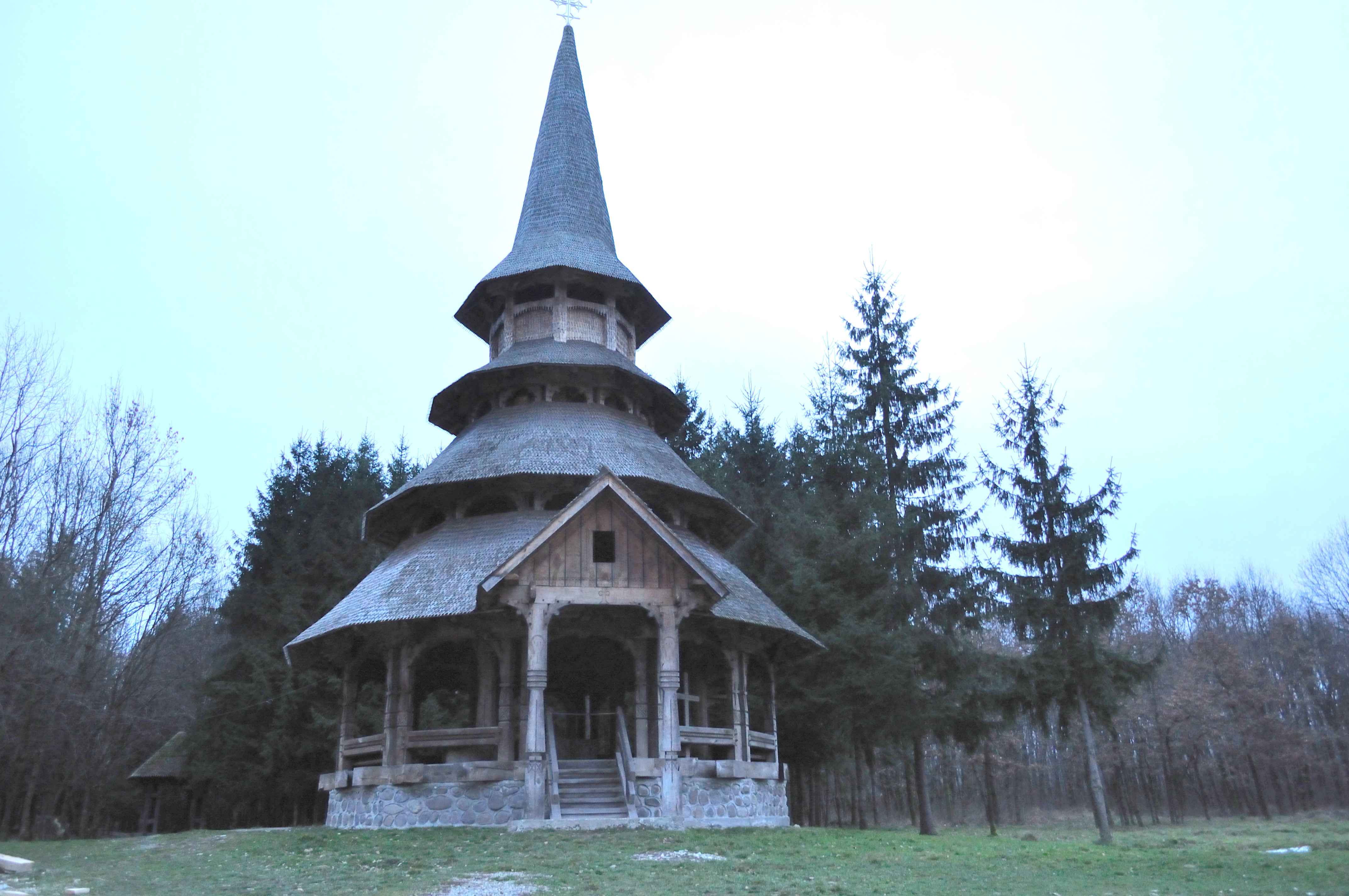
Altarul de vară
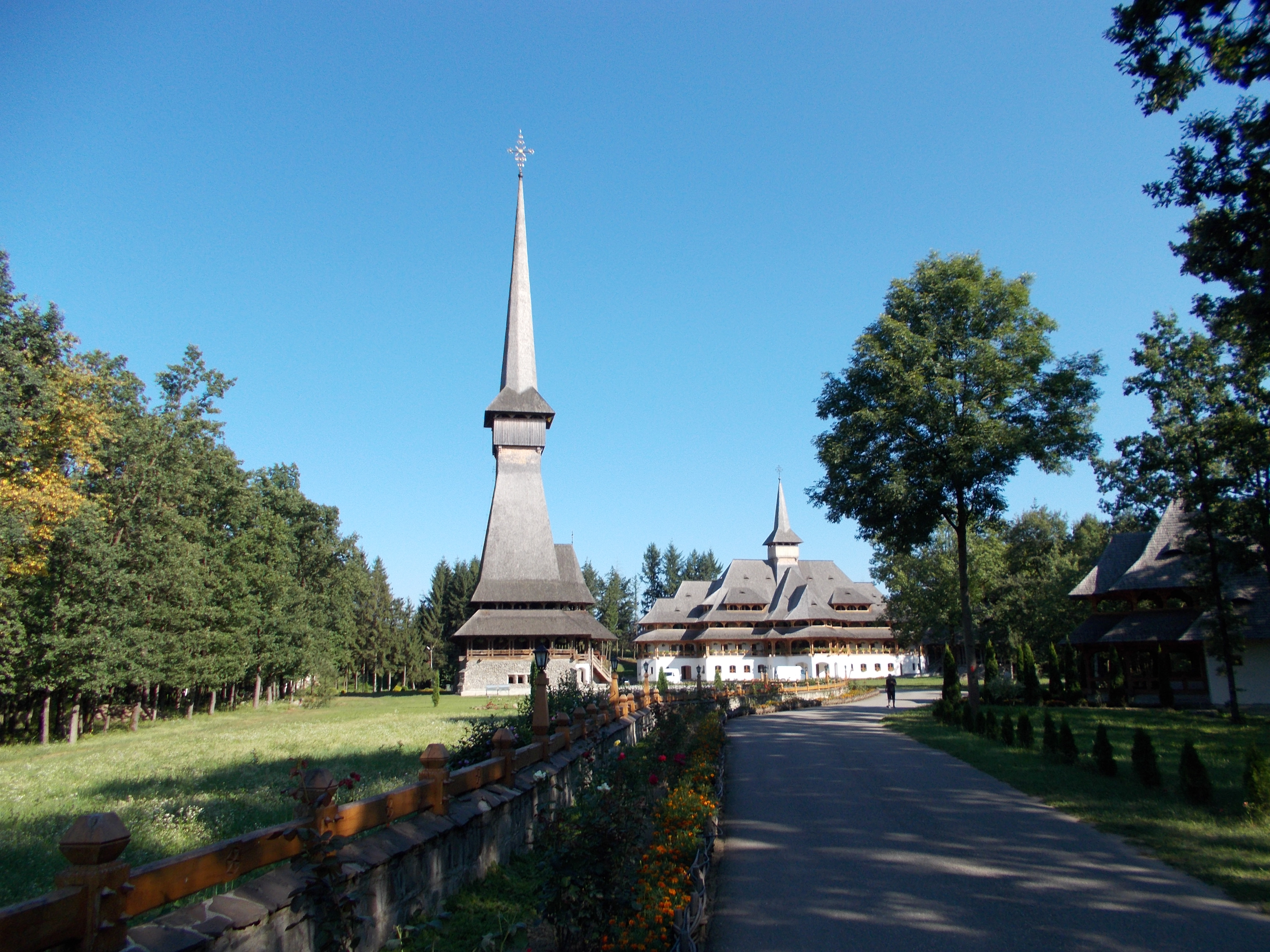
Imagine de ansamblu